# Вест Сејвил (Њујорк)
Вест Сејвил (енгл. West Sayville) насељено је место без административног статуса у америчкој савезној држави Њујорк.

## Демографија
По попису из 2010. године број становника је 5.011, што је 8 (0,2%) становника више него 2000. године.
| Група             | 2000.         | 2010.         |
| Белци             | 4.793 (95,8%) | 4.693 (93,7%) |
| Афроамериканци    | 20 (0,4%)     | 36 (0,7%)     |
| Азијати           | 65 (1,3%)     | 55 (1,1%)     |
| Хиспаноамериканци | 105 (2,1%)    | 183 (3,7%)    |
| Укупно            | 5.003         | 5.011         |